# ヴィラ・ファルネジーナ

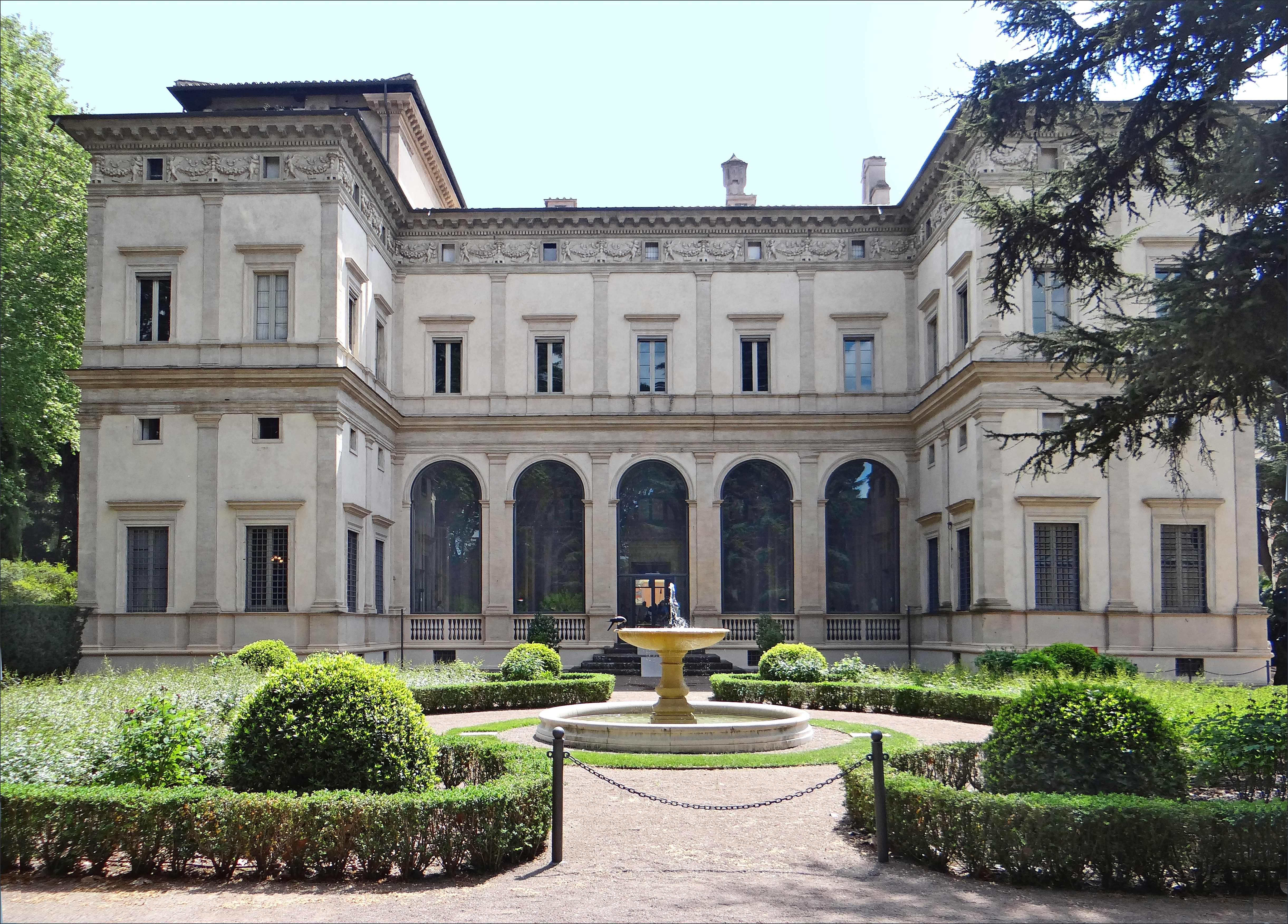
ヴィラ・ファルネジーナ（2017年4月14日）。当初の入り口。内部の装飾を保護するためロッジア部分はガラスで仕切られてあり、入り口は裏手になっている。

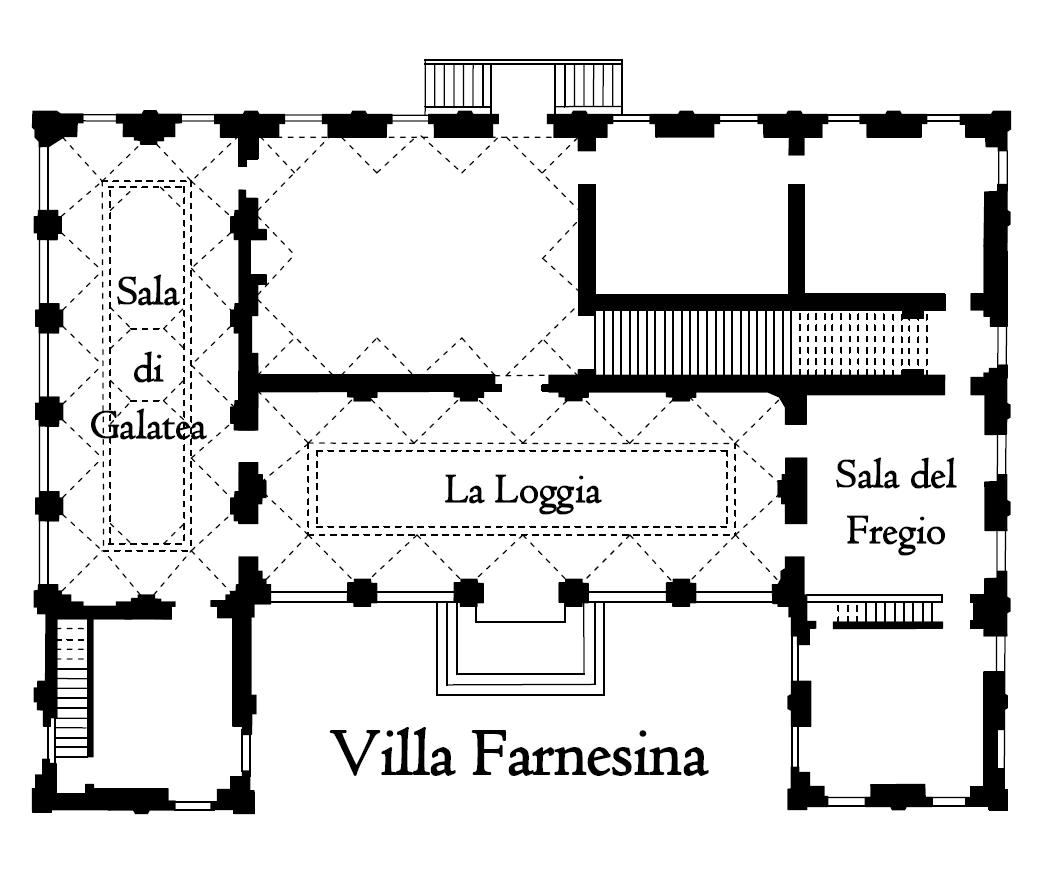
平面図。下方が北

ヴィラ・ファルネジーナ、ファルネジーナ荘 (Villa Farnesina) はローマにある2階建てのヴィラ。“ルネサンスの宝石”と称され、ラファエロなどのフレスコ画で知られる。バチカンの南に位置するトラステヴェレ地区内、ジャニコロの丘の東端とテヴェレ川に挟まれた辺りに位置する。
このヴィラはシエナの富裕な銀行家で、教皇ユリウス2世の会計係でもあったアゴスティーノ・キージの依頼により建てられた。1506年から1510年の間に、シエナの芸術家でブラマンテの弟子であったバルダッサーレ・ペルッツィが、おそらくジュリアーノ・ダ・サンガッロの支援を受けて、デザインおよび建築を行った。完成は1520年という。これはローマのガイドブックによれば、内部装飾まで完了した時点が1520年ということであり、また当時はヴィラ・キージと呼ばれていた。この時期の都市型のパラッツォは通常ファサードがストリートに面したかたちで建てられるが、このヴィラは側面を見せている。プランはコの字型で、アームとアームの間には5ベイのロッジアが渡されている。当初は北側、ロッジアの側が入り口であった（図では下方）。現在の入り口は南側（図では上方）で、右手（東側、図では左方）にあるチケット売り場からガラテアの間（図ではSala di Galatea）へ行き、次いでロッジア（図ではLa Loggia、アモーレとプシュケの間とも）、帯状装飾の間（図ではSala del Fregio、フリーズの間）という順路となっている。
1500年代終わりにアレッサンドロ・ファルネーゼによって買い取られたが、川向うのパラッツォ・ファルネーゼと区別するため、こちらは特にファルネジーナと発するようになっている。
1714年にはブルボン家の所有となった。その後曲折を経て1928年にはイタリア王立アカデミーの本拠地となる計画があった。しかし1944年にアカデミー自体が禁止されしてしまうと、アッカデーミア・デイ・リンチェイの所有となって現在に至る。賓客を迎えるための施設として使われるとともに、内部の部屋やロッジアに見学者も受け入れている。

## ギャラリー

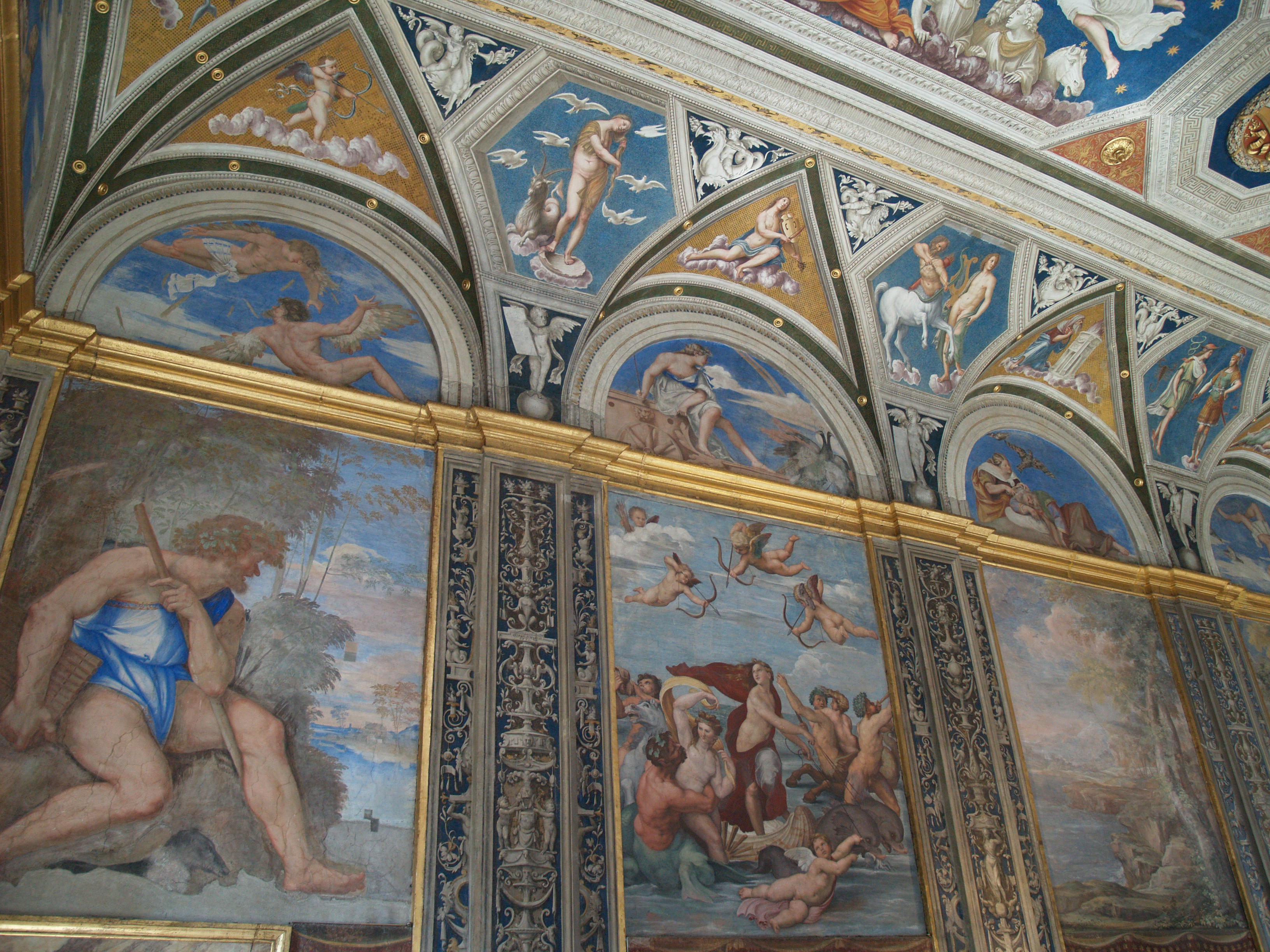
1階。ガラテイアのロッジアにある『ガラテイアの凱旋』(1511 - 1512)。
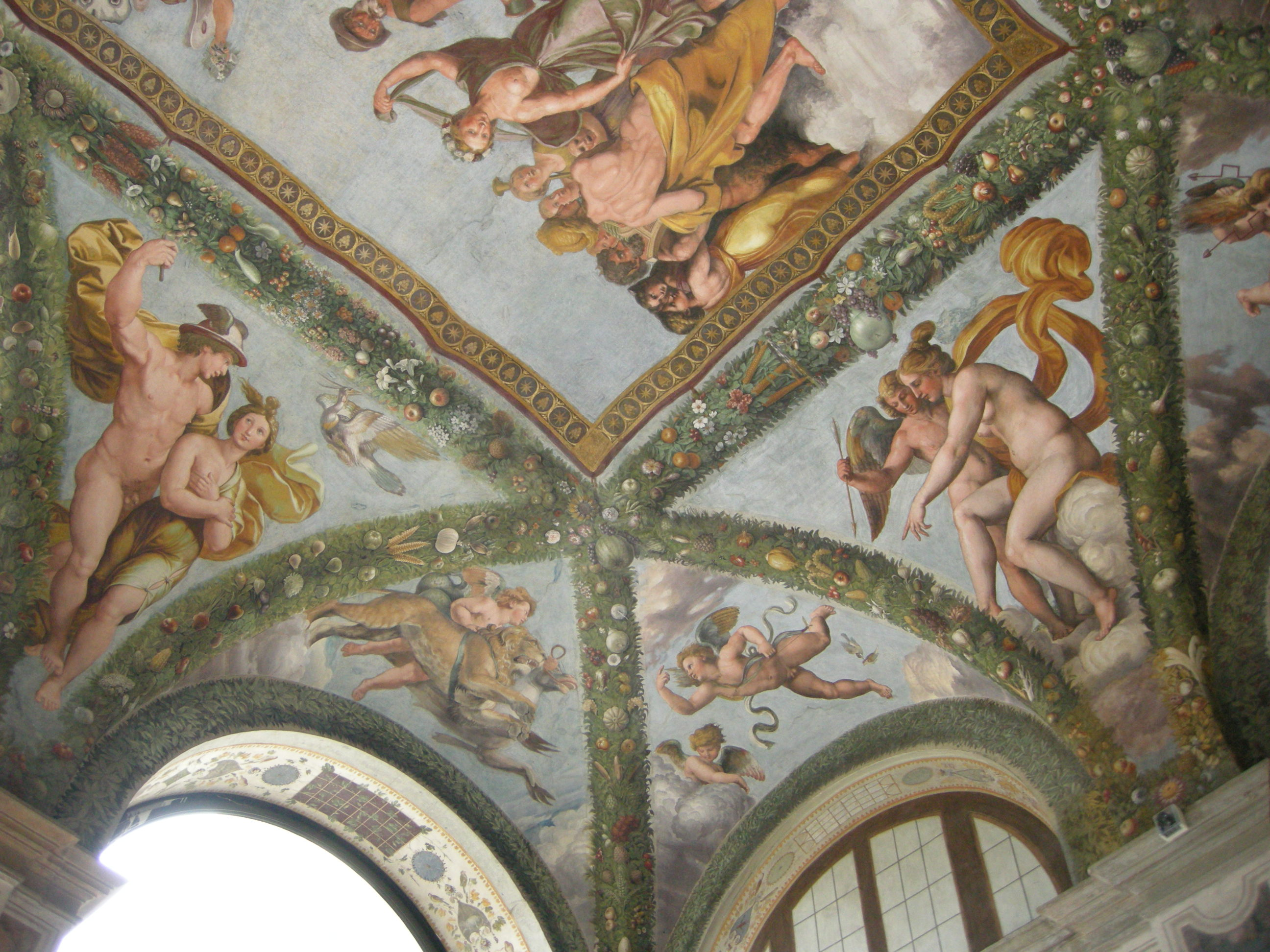
1階。アモーレとプシュケの間の天井画の一部。デザインはラファエロだが、作画は弟子たちによる。
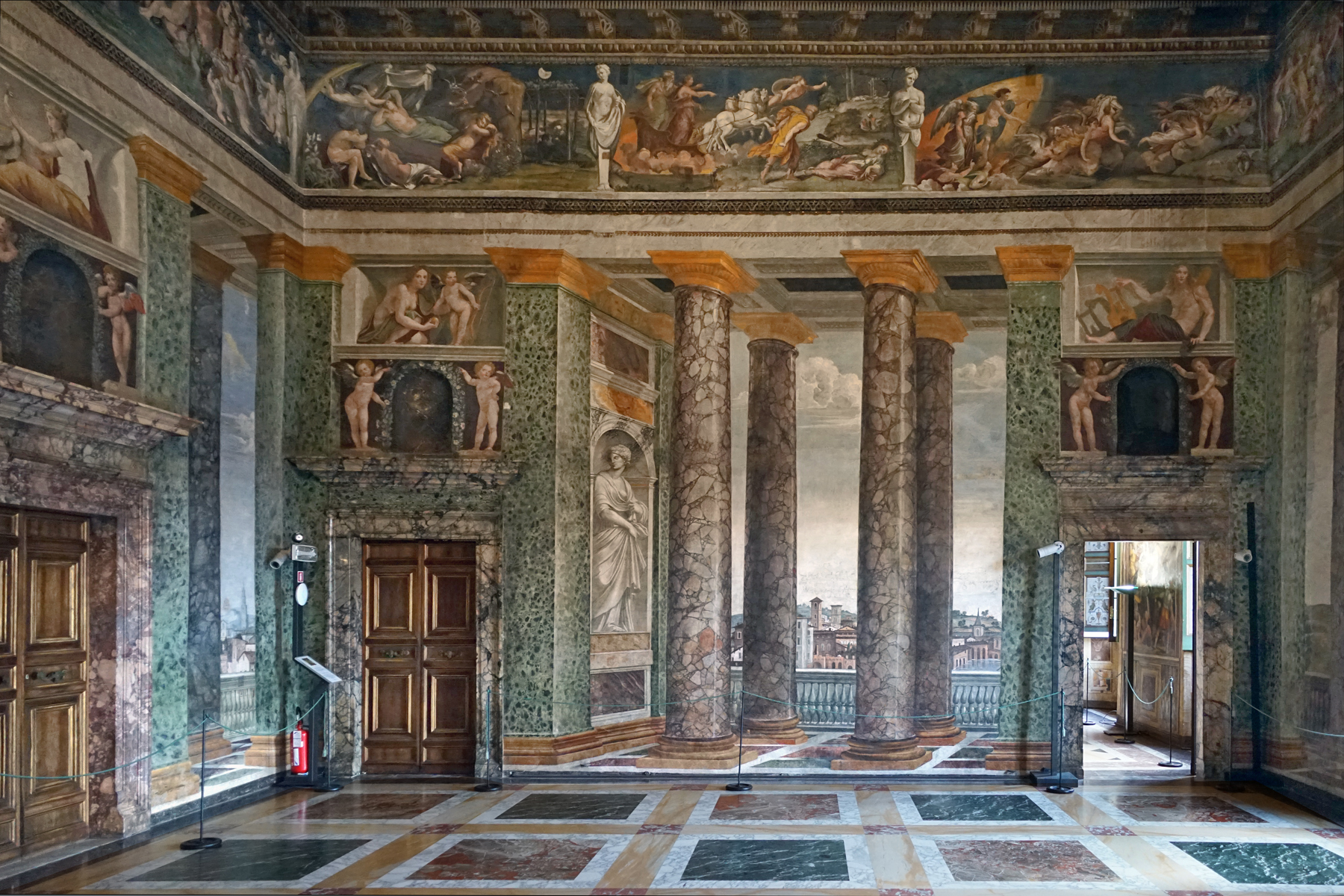
2階。遠近法の間にあるだまし絵。16世紀当時のローマ市街地が描かれている。
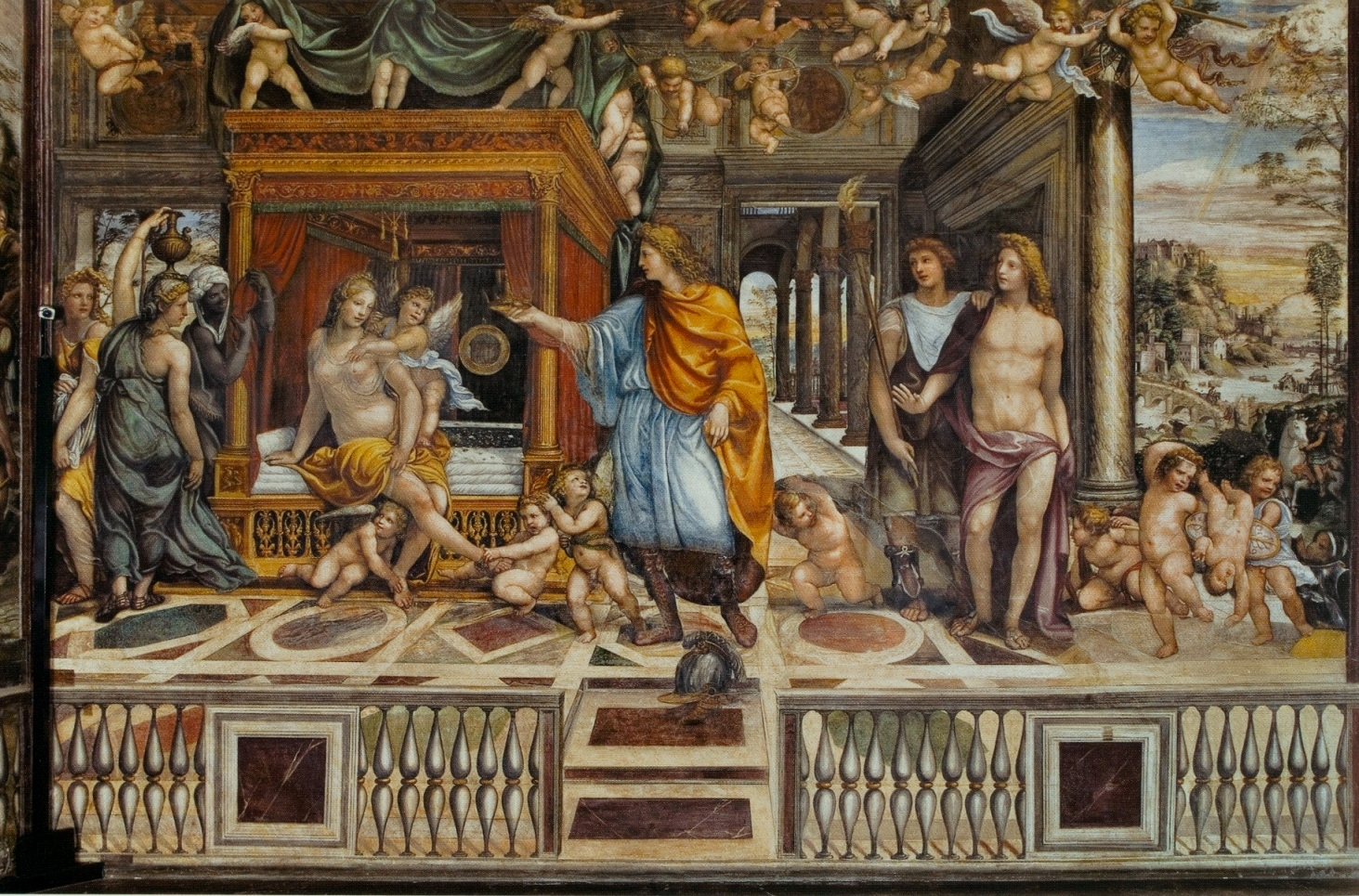
2階。アレキサンダー大王とロクサーヌの結婚の間にある絵で、作画はソドマ。キージの寝室として使われた部屋でもある。